# Роуз, Эмбер
Э́мбер Ро́уз (англ. Amber Rose), настоящая фамилия — Ле́вончак (англ. Levonchuck; 21 октября 1983, Филадельфия, Пенсильвания, США) — американская актриса, фотомодель и художница.

## Карьера
В 19 лет начала работать стриптизёршей, в Sue’s Rendezvous в городе Маунт-Вернон, что в округе Уэстчесте
В 2009-м Роуз позировала в рекламе Луи Виттона для новой линии кроссовок. В сентябре 2009-го модель объявила о выпуске собственной линии защитных очков.
Модель снималась в нескольких музыкальных видео с известными рэперами.
В 2010-м участвовала в реалити-шоу Рассела Симмонса и была в участниках жюри в 3-м сезоне телевизионного шоу RuPaul’s Drag Race.

## Личная жизнь
C 2008 по 2010 год встречалась с Канье Уэстом. В 2013—2016 годы Эмбер была замужем за музыкантом Уиз Халифа, от которого у неё есть сын — Себастьян Тейлор Томас (род. 21.02.2013).
С сентября 2018 года Эмбер встречается с исполнительным директором музыкального лейбла Def Jam Алексзандром «А.Э.» Эдвардсом, от которого у неё есть сын — Слэш Электрик Александр Эдвардс (род. 10.10.2019).